# Bahnstrecke Tömörtei–Chandgait
| Mineneisenbahn Tömörtei                                                                     |                          |           |           |
| Spurweite:                                                                                  | 1520 mm (Russische Spur) |           |           |
|                                                                                             |                          |           |           |
| \| \| 0,0 \| Tömörtei \| Tömörtei \| \| \| \| \| \| \| \| 33,4 \| Chandgait \| Chandgait \| |                          |           |           |
| Betriebs-/Güterbahnhof Streckenanfang                                                       | 0,0                      | Tömörtei  | Tömörtei  |
| Strecke                                                                                     |                          |           |           |
| Betriebs-/Güterbahnhof Streckenende                                                         | 33,4                     | Chandgait | Chandgait |

Die Bahnstrecke Tömörtei–Chandgait ist eine 33,4 Kilometer lange Breitspur-Neubaustrecke mit einer Spurweite von 1520  Millimetern für den Transport von Eisenerz im Gebiet Darchan-Selenge in der Mongolei.

## Geschichte
Die Strecke wurde 2015–2016 mit drei Be- und Entlade-Terminals und Bahnhöfen gebaut. Die Signalanlagen und Bahnübergänge sind mit der neuesten Technologie ausgestattet. Die Strecke wurde von der Bergbaufirma QSC unter einer Konzessionsvereinbarung finanziert und gebaut. Sie wurde einschließlich einer Be- und Entladevorrichtung aufgrund eines am 1. Februar 2016 veröffentlichten Regierungsbeschlusses an die staatliche mongolische Eisenbahn AG (MTZ) übergeben. Sie dient dem Transport von Eisenerz aus dem Bergwerk von Tömörtei zu einer neuen Stahl- und Eisenhütte, die in der Nähe der Darkhan Metallurgical Plant gebaut wird. Am 3. April 2016 wurde die Strecke von Parlamentspräsident Dsandaachüügiin Enchbold eröffnet. Die MTZ plante, 2016 eine Million Tonnen Eisenerz zu transportieren, und will das Transportvolumen künftig auf acht bis zehn Millionen Tonnen pro Jahr erhöhen.